# Сухарєв Іоанн Валерійович
Іоа́нн Вале́рійович Су́харєв (нар. 28 грудня 1987, Харків, Українська РСР, СРСР), більш відомий як Edward — професійний український кіберспортсмен у дисципліні Counter-Strike 1.6 та Counter-Strike: Global Offensive.

## Кар'єра
Перші матчі провів у складі харківської команди, представляючи клуб «CyberCity 2000» протягом 2001—2002 років. Команда стабільно посідала перші місця на турнірах, що проводилися щомісяця.
Після розпаду «CyberCity 2000» Сухарєва запросили до клубу pro100, що став для нього першим серйозним кіберспортивним успіхом. У складі команди Edward двічі вигравав національні вибіркові тури на світовий чемпіонат серії WCG у 2005 та 2006 роках, у 2007 році виборов срібло, а також чотири рази вигравав золото на фіналах турніру серії Asus.
У липні 2007 року покинув проєкт, коли разом із Данилом «Zeus» Тесленком перейшов до російської команди Virtus.pro. У новому складі кіберспортсмени виграють літній турнір Asus 2007 року і завойовують срібло на осінньому.
У складі Virtus.pro Сухарєв перебував до грудня 2008 року, після чого знову перейшов до pro100, у складі якого виступав з 10 січня по червень 2009 року.
У лютому 2010 року приєднався до Natus Vincere, у складі якої здобув три серйозні перемоги того ж року: на світових турнірах ESL Intel Extreme Masters, Electronic Sports World Cup і World Cyber Games. Раніше жодній іншій команді не вдавалося здобути всі три перемоги за один рік. Edward був визнаний п'ятим найкращим гравцем Counter-Strike 2010 року за версією HLTV, а NaVi залишалася однією з найкращих кіберспортивних команд у цій дисципліні аж до виходу , перемігши на чемпіонатах світу 2011 року і на турнірі ESL Intel Extreme Masters Kyiv 2012 року.
14 червня 2010 року в будівлі Кабінету Міністрів України відбулася зустріч прем'єр-міністра України Миколи Азарова і команди Natus Vincere. На ній, зокрема, обговорювалися питання розвитку індустрії інформаційних технологій в Україні.
Сума призових у 2010 році становила 225 080 доларів, що є найвищим досягненням за всю історію професійного Counter-Strike. Попередні рекорди належали шведським командам SK Gaming (183 000 доларів у 2003 році) і fnatic (189 000 доларів у 2009 році).
У липні 2013 року покинув Natus Vincere і 19 липня того ж року виступив за казахську команду Astana Dragons. Першою перемогою Сухарєва в новому складі став Techlabs Cup UA 2013, де команда успішно подолала онлайн кваліфікацію, обігравши усіх своїх суперників. На фінальному поєдинку в Києві гравці здолали fnatis з рахунком 2:0.
Наступний турнір DreamHack у Румунії команда вийшла з першого місця і у сітці обіграла команду n!faculty, вийшовши до чвертьфіналу, проте поступившись з рахунком 2:1 майбутнім чемпіонам — NiP. У підсумку Astana Dragons розділили 3 та 4 місця з українською командою Natus Vincere.
У жовтні 2013 року команда завоювала срібло в сьомому сезоні SLTV StarSeries VII. За підсумками сезону гравці посіли четверте місце, а на фінальних іграх обійшли команди fnatic і NiP, проте поступилася французькій VeryGames.
На початку листопада того ж року команда завоювала третє місце на чемпіонаті світу за версією ESWC, а вже 6 листопада анонсовано, що Edward залишає команду, а його місце посяде Еміль «Kucher» Ахундов.
29 травня 2019 року Іоанн «Edward» Сухарєв був замінений Кирилом «BoombI4» Михайловим і став частиною Winstrike Team на правах оренди. 7 вересня того ж року термін оренди закінчився і він повернувся назад до Natus Vincere, але на лаву запасних.
11 травня 2020 року склад Natus Vincere зразка 2010 року (Zeus, ceh9, markeloff, starix та Edward) провів шоу-матч проти команди стрімерів із СНД в команді під назвою Reversus Vincere (укр. Ті, що повернулися перемагати). Особливістю матчу стало те, що під час 2 і 4 карти гра проходила у грі Counter-Strike 1.6, а решта — у Counter-Strike: Global Offensive.
1 січня 2024 року портал HLTV опублікував повідомлення про завершення кар'єри Іоанна, однак зазначив, що Edward не виключає можливості повернення на професійну сцену як тренера.

## Команди
- CyberCity (2001—2002);
- pro100 (2004—2007, березень — травень 2009);
- Virtus.pro (2007—2008);
- DTS (2009);
- KerchNet (2009);
- HellRaisers (2009);
- Natus Vincere (2010—2013);
- Astana Dragons (2013);
- NOSTALGiE (2013);
- Natus Vincere (2013 — 28 травня 2019);
- Winstrike Team (травень 2019 — 7 вересня 2019);
- TbaTbaTba (липень 2021);
- KHAN (липень — вересень 2021);
- Cossacks (липень — серпень 2022);
- ESC Gaming (травень — грудень 2023).